# Списак политичких странака у Републици Српској
Списак политичких странака са сједиштем у Републици Српској.

## Списак парламентарних странака
| Назив                                    | Датум оснивања     | Предсједник         | Сједиште         | Број посланика |
| ---------------------------------------- | ------------------ | ------------------- | ---------------- | -------------- |
| Савез независних социјалдемократа (СНСД) | 1. мај 2002.       | Милорад Додик       | Бања Лука        | 29 / 83        |
| Српска демократска странка (СДС)         | 18. новембар 1990. | Мирко Шаровић       | Источно Сарајево | 12 / 83        |
| Партија демократског прогреса (ПДП)      | 1. октобар 1999.   | Бранислав Бореновић | Бања Лука        | 7 / 83         |
| Демократски савез (ДЕМОС)                | 22. децембар 2018. | Недељко Чубриловић  | Бања Лука        | 5 / 83         |
| Социјалистичка партија (СП)              | 2. јуни 1993.      | Петар Ђокић         | Бања Лука        | 5 / 83         |
| Народна партија Српске (НПС)             | 15. децембар 2020. | Дарко Бањац         | Бања Лука        | 5 / 83         |
| Уједињена Српска (УС)                    | 11. децембар 2015. | Ненад Стевандић     | Бања Лука        | 4 / 83         |
| За правду и ред (ЗПР)                    |                    | Небојша Вукановић   | Бања Лука        | 4 / 83         |
| Социјалистичка партија Српске (СПС)      | 12. март 2020.     | Горан Селак         | Бања Лука        | 3 / 83         |
| Демократски народни савез (ДНС)          | 17. јуни 2000.     | Ненад Нешић         | Бања Лука        | 2 / 83         |
| Народни фронт (НФ)                       |                    | Јелена Тривић       | Бања Лука        | 2 / 83         |

## Списак бивших парламентарних странака
| Назив                                                     | Датум оснивања     | Предсједник                        | Сједиште  | Напомена                                                                                                   |
| --------------------------------------------------------- | ------------------ | ---------------------------------- | --------- | --- |
| Народни демократски покрет (НДП)                          | 9. јуни 2013.      | Драган Чавић                       | Бања Лука | |
| Сељачка странка (СС)                                      | 16. мај 2002.      | Гордана Видовић                    | Модрича   | |
| Странка демократске Српске Семберија (СДС Семберија)      | 18. март 2020.     | Предраг Јовић                      | Бијељина  | |
| Напредна Српска — НС (НС)                                 | 22. мај 2013.      | Горан Ђорђић                       | Бања Лука | |
| Српска радикална странка Републике Српске (СРС РС)        | 12. фебруар 1992.  | Миланко Михајлица                  | Бања Лука | Припојена Партији Демократског Прогреса 2019. године                                                       |
| Партија уједињених пензионера (ПУП)                       | 28. јули 1997.     | Винка Пушоња                       | Бања Лука | |
| Покрет успјешна Српска (ПУС)                              | 7. април 2016.     | Златко Максимовић                  | Бијељина  | |
| Изворна Српска демократска странка (Изворна СДС)          | 13. децембар 2007. | Витомир Поповић                    | Бања Лука | Припојена Уједињеној Српској 17. марта 2017.                                                               |
| Српска радикална странка (СРС)                            | 15. јануар 2014.   | Драган Ђурђевић                    | Бијељина  | |
| Демократска партија (ДП)                                  | јануар 2009.       | Драган Чавић                       | Бања Лука | Уједињена са Народном демократском странком (НДС) 2013. у Народни демократски покрет (НДП).                |
| Демократска патриотска странка (ДПС)                      | 12. новембар 1996. | Предраг Радић                      | Бања Лука | Током 2015. странка поднијела захтјев ЦИК-у за брисање из судског регистра.                                |
| Демократска социјалистичка партија (ДСП)                  | април 2000.        | Небојша Радмановић                 | Бања Лука | Уједињена са Странком независних социјалдемократа (СНСД) 2002. у Савез независних социјалдемократа (СНСД). |
| Демократска странка Републике Српске (ДС РС)              | март 1996.         | Драгомир Думић Љубиша Савић Маузер | Бијељина  | |
| Народна демократска странка (НДС)                         | 2003.              | Крсто Јандрић                      | Бања Лука | Уједињена са Демократском партијом 2013. у Народни демократски покрет (НДП).                               |
| Народна радикална странка Никола Пашић (НРС Никола Пашић) | јули 1993.         | Дубравко Прстојевић                | Бања Лука | Странка избрисана из судског регистра током 2015. године.                                                  |
| Народна странка Републике Српске (НС РС)                  | децембар 1995.     | Радослав Брђанин                   | Бања Лука | Странка избрисана из судског регистра током 2015. године.                                                  |
| Радикална странка Републике Српске (РС РС)                | 1998.              | Мирослав Радовановић               |           | Странка избрисана из судског регистра током 2015. године.                                                  |
| Савез народног препорода (СНП)                            | април 2002.        | Мирко Бањац                        | Бања Лука | Приступио Демократском народном савезу (ДНС) 2003.                                                         |
| Српска патриотска странка (СПаС)                          | 28. март 1993.     | Славко Жупљанин                    | Бања Лука | |
| Српска странка Крајине и Посавине (ССКиП)                 | 1996.              | Предраг Лазаревић Ђорђе Умићевић   | Бања Лука | Странка избрисана из судског регистра током 2015. године.                                                  |
| Српска радикална странка „9. јануар” (СРС 9Ј)             | 4. новембар 2004.  | Мирко Благојевић                   | Бијељина  | Основана под називом "Српска радикална странка др Војислав Шешељ", садашњи назив узела 2016. године        |
| Српски народни савез (СНС)                                | 1997.              | Биљана Плавшић                     | Бања Лука | Странка избрисана из судског регистра током 2015. године.                                                  |
| Странка независних социјалдемократа (СНСД)                | 10. март 1996.     | Милорад Додик                      | Бања Лука | Уједињена са Демократском социјалистичком партијом (ДСП) 2002. у Савез независних социјалдемократа (СНСД). |

|  | Угашене странке |

## Остале политичке партије
Активне политичке партије у Републици Српској, према списку ЦИК БиХ, за локалне изборе 2016. године, и опште изборе 2018. године, а које нису парламентарне, нити су имале тај статус.
- Напредна Српска (Зворник)
- Независна странка Др Михајло Товирац (Шамац)
- Нова партија (Бања Лука)
- Нови демократски покрет (Рудо)
- Повратак отписаних (Лакташи)
- Покрет за Требиње (Требиње)
- Покрет за наш град (Пале)
- Прва српска демократска странка (Бања Лука)
- Радничка партија (Теслић)
- Реформска странка (Зворник)
- Савез за демократску Српску (Бања Лука)
- Савез за нову политику (Бијељина)
- Савез останак (Бања Лука)
- Слободна Српска (Лакташи)
- Снага народа (Бијељина)
- Снага нове генерације (Бијељина)
- Српска напредна странка (Бања Лука)
- Српски покрет обнове Републике Српске (Шипово)
- Странка за наш град (Источно Ново Сарајево)
- Странка социјалне сигурности српских бораца (Бања Лука)
- Еколошка демократска странка (Теслић)
- Еколошка партија Републике Српске (Пале)